# 花立峠 (福井県)

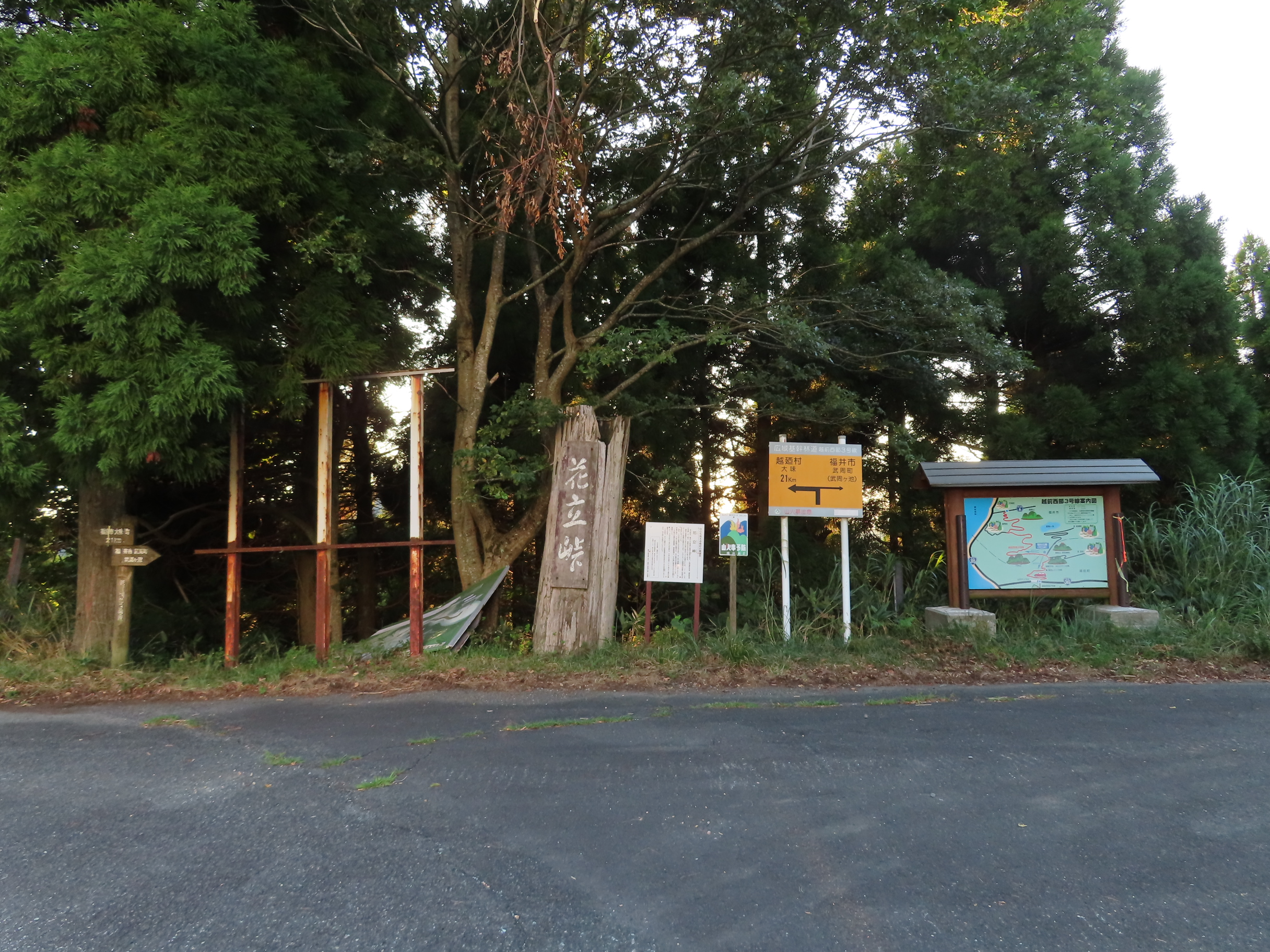
花立峠（2023年8月）

花立峠（はなたてとうげ）は、福井県丹生郡越前町内にある峠。標高554m。別名は花折峠で越知山を下った行者が花を折って手向けたという伝承がある。

## 概要
林道越前海岸ルート3区間のうち、越前西部3号林道（越前町上山中 - 福井市大味）の途中に位置する。この峠で芨松・茗荷・六所山・越知山の4方面への交差点となっている。ここから六所山までは眺望がよい。
平成の大合併以前は福井県丹生郡織田町と同郡朝日町の飛び地を隔てる峠として知られていた。越知山や六所山といったかつて修験者が多くいた山々の谷に位置するため、かつてこの峠は修験者たちにとって重要な峠であったことが窺える。

## 峠周辺
- 悠久ロマンの杜
- 朋楽の里

## アクセス
- 国道305号 - 越前西部林道3号線 - 花立峠
- 国道365号 - 越前西部林道2号線 - 越前部西部林道3号線 - 花立峠

## 関連文献
- 上杉喜寿『山々のルーツ』（再版）安田書店、1987年6月1日。